# Christian Christensen (politiker)
 Der er flere personer med dette navn, se Christian Christensen.
Christian Christensen (født 20. januar 1925 i Tangsig i Nørre Bork Sogn, død 30. september 1988) var en dansk politiker. Han var næstformand for Kristeligt Folkeparti, medlem af Folketinget og blandt andet miljøminister.

## Familie
Christensen var søn af landmand Peder Anton Christensen (1872-1954) og Christiane Margrethe Christensen (1886-1967). Han havde en tvillingbror Anton. Christensen blev gift med lærer Karen Margrethe Knudsen (født 1926) 1. august 1951 i Klejtrup.

## Opvækst, uddannelse og erhverv
Christensen blev født i Nørre Bork Sogn syd for Ringkøbing Fjord i 1925. Han gik i folkeskole og blev landbrugsuddannet og i 1944-1945 gik han på Hoptrup Højskole. Han blev lærer fra Haslev Seminarium i 1952.
Fra 1952 til 1961 var Christensen lærer på både Haslev borger- og realskole og Haslev handelsskole. Han blev forstander for handelsskolen i 1954. Samtidig videreuddannede han sig på handelshøjskolen til faglærer i erhvervsgeografi og samfundsøkonomi, og tog årskursus på Danmarks lærerhøjskole i dansk og geografi 1958-1960. I 1961 blev Christensen skoleinspektør på Ringkøbing skole og stadsskoleinspektør og fra 1972 var han skoledirektør i Ringkøbing Kommune.
Christensen var spejderleder i KFUM og K og medlem af Haslev meningshedråd 1958-1961.

## Politisk karriere
Han blev medlem af Kristeligt Folkeparti kort efter partiets stiftelse i 1970. Han var formand for Ringkøbingafdelingen fra 1971 og amtsformand i Ringkøbing Amt fra 1972 til 1974. Fra 1972 var han også medlem af Kristeligt Folkepartis hovedbestyrelse og forretningsudvalg og fra 1973 til 1978 var han partiets næstformand.
Christensen blev folketingskandidat i Ringkøbingkredsen i 1971. I 1973 blev han kandidat i Skjernkredsen og Herningkredsen, og fra 1975 i Herningkredsen alene. Han var blandt de første 7 medlemmer af Folketinget som Kristeligt Folkeparti fik ved jordskredsvalget i 1973 og forblev i Folketinget til sin død i 1988.
Han var formand for Kristeligt Folkeparti folketingsgruppe fra 1973 til han i 1982 blev miljøminister. Da partiformand Jens Møller ikke blev genvalgt til Folketinget i 1979, blev Christensen Kristeligt Folkepartis politiske leder.

### Minister
Christensen blev Kristeligt Folkepartis første minister, da han 10. september 1982 blev miljøminister og minister for nordiske anliggender i Poul Schlüters første regering. Han fortsatte i 1987 som  miljøminister i Regeringen Poul Schlüter II indtil Kristeligt Folkeparti forlod regeringssamarbejdet i 1988. Han stod miljøminister bag gennemførelsen af den første vandmiljøplan i 1987.

## Død
Christensen døde i en alder af 63 år den 30. september 1988, knap 4 måneder efter at han stoppet som minister. Hans plads i Folketinget blev efter hans død overtaget af Henning Lysholm Christensen.